# Großtauschwitz
Großtauschwitz ist ein Ortsteil von Schmölln im Landkreis Altenburger Land in Thüringen. Er gehörte bis zum 31. Dezember 2018 zur Gemeinde Altkirchen.

## Lage
Der Weiler befindet sich nordwestlich von Altkirchen im Altenburg-Zeitzer Lösshügelland. In der Ortsflur entspringt in etwa 265 m Höhe ü. NN die „Kleine Blaue Flut“, einer von zwei Quellbächen der Blauen Flut.

## Geschichte
Am 18. Januar 1296 wurde der Ort erstmals urkundlich erwähnt. In Großtauschwitz befand sich ein Adelssitz. Der Ort gehörte zum wettinischen Amt Altenburg, welches ab dem 16. Jahrhundert aufgrund mehrerer Teilungen im Lauf seines Bestehens unter der Hoheit folgender Ernestinischer Herzogtümer stand: Herzogtum Sachsen (1554 bis 1572), Herzogtum Sachsen-Weimar (1572 bis 1603), Herzogtum Sachsen-Altenburg (1603 bis 1672), Herzogtum Sachsen-Gotha-Altenburg (1672 bis 1826). Bei der Neuordnung der Ernestinischen Herzogtümer im Jahr 1826 kam der Ort wiederum zum Herzogtum Sachsen-Altenburg. Nach der Verwaltungsreform im Herzogtum gehörte Großtauschwitz bezüglich der Verwaltung zum Ostkreis (bis 1900) bzw. zum Landratsamt Ronneburg (ab 1900). Das Dorf gehörte ab 1918 zum Freistaat Sachsen-Altenburg, der 1920 im Land Thüringen aufging. 1922 kam es zum Landkreis Altenburg.
Am 1. Juli 1950 wurde der Weiler Großtauschwitz nach Altkirchen eingemeindet.
Bei der zweiten Kreisreform in der DDR wurden 1952 die bestehenden Länder aufgelöst und die Landkreise neu zugeschnitten. Somit kam Großtauschwitz als Ortsteil von Altkirchen mit dem Kreis Schmölln an den Bezirk Leipzig; jener gehörte seit 1990 als Landkreis Schmölln zu Thüringen und ging bei der thüringischen Kreisreform 1994 im Landkreis Altenburger Land auf. In dem landwirtschaftlich geprägten Weiler wohnten 2012 20 Personen. Mit der Eingemeindung der Gemeinde Altkirchen nach Schmölln ist Großtauschwitz seit dem 1. Januar 2019 ein Ortsteil der Stadt Schmölln.